# Barbara Szotek
Barbara Szotek – polska filozofka, dr hab. nauk humanistycznych, profesor nadzwyczajny Instytutu Filozofii Wydziału Humanistycznego Uniwersytetu Śląskiego w Katowicach i Górnośląskiej Wyższej Szkoły Handlowej im. Wojciecha Korfantego w Katowicach.

## Życiorys
W 1974 uzyskała w Akademii Ekonomicznej w Katowicach tytuł magistra ekonomii. W styczniu 1983 obroniła pracę doktorską Aleksander Tyszyński a polska filozofia narodowa, 10 lipca 2001 habilitowała się na podstawie pracy zatytułowanej Marian Massonius a polska filozofia nowokrytyczna. 13 czerwca 2016 nadano jej tytuł profesora w zakresie nauk humanistycznych.
Objęła funkcję profesora nadzwyczajnego w Górnośląskiej Wyższej Szkoły Handlowej im. Wojciecha Korfantego w Katowicach, oraz w Instytucie Filozofii na Wydziale Humanistycznym Uniwersytetu Śląskiego w Katowicach.